# G7 del 2025
Il 51º vertice del G7 si è svolto dal 16 al 17 giugno 2025 in Canada, nella provincia dell'Alberta, a Kananaskis nel resort Pomeroy Kananaskis Mountain Lodge nel 50º anniversario del G7. È stato il secondo vertice del G7/G8 che si è tenuto a Kananaskis dopo il G8 del 2002.

## Leader partecipanti
Il vertice del 2025 è il primo vertice tra il primo ministro britannico Keir Starmer, il primo ministro canadese Mark Carney, il primo ministro giapponese Shigeru Ishiba e il cancelliere tedesco Friedrich Merz. È anche il primo vertice del presidente degli Stati Uniti Donald Trump dopo il 45° vertice del G7 del 2019. La visita segna la prima visita internazionale in Canada del primo ministro britannico Keir Starmer, del primo ministro giapponese Shigeru Ishiba, del cancelliere tedesco Friedrich Merz, del primo ministro australiano Anthony Albanese, del presidente sudcoreano Lee Jae-myung, e segna la seconda visita in Canada del presidente degli Stati Uniti Donald Trump e la prima visita dal 44° vertice del G7 nel 2018. È la terza visita in Canada del presidente francese Emmanuel Macron e del presidente ucraino Volodymyr Zelenskyy.
A maggio è stata invitata a partecipare anche la presidente messicana Claudia Sheinbaum. Dopo l'annuncio, ha detto ai giornalisti che non aveva ancora deciso se partecipare, ma che è "una possibilità". Il 30 maggio è stato invitato il presidente brasiliano Luiz Inácio Lula da Silva. A giugno è stato invitato il principe ereditario dell'Arabia Saudita Mohammed bin Salman, ma il 12 giugno è stato confermato che Salman non parteciperà al summit.
Il presidente indonesiano Prabowo Subianto è stato inizialmente invitato da Mark Carney a partecipare al vertice del G7, che ha accettato. Tuttavia, il 12 giugno, Prabowo annunciò che avrebbe saltato il vertice e avrebbe incontrato invece il primo ministro di Singapore Lawrence Wong e il presidente russo Vladimir Putin.

### Partecipanti e rappresentanti
| I membri del G7 In grassetto lo Stato ospitante | Rapresentato da           | Titolo                                | Vertici precedenti                 |
| ----------------------------------------------- | ------------------------- | ------------------------------------- | ---------------------------------- |
| Canada                                          | Mark Carney               | Primo ministro                        | prima partecipazione               |
| Francia                                         | Emmanuel Macron           | Presidente                            | 2023, 2022, 2021, 2019, 2018, 2017 |
| Germania                                        | Friedrich Merz            | Cancelliere                           | prima partecipazione               |
| Italia                                          | Giorgia Meloni            | Presidente del Consiglio dei ministri | 2024, 2023                         |
| Giappone                                        | Shigeru Ishiba            | Primo ministro                        | prima partecipazione               |
| Regno Unito                                     | Keir Starmer              | Primo ministro                        | prima partecipazione               |
| Stati Uniti                                     | Donald Trump              | Presidente                            | 2019, 2018, 2017                   |
| Unione europea                                  | António Costa             | Presidente del Consiglio europeo      | prima partecipazione               |
| Unione europea                                  | Ursula von der Leyen      | Presidente della Commissione europea  | 2024, 2023, 2022, 2021             |
| Invitati                                        |                           |                                       |                                    |
| Paesi                                           | Rapresentato da           | Titolo                                | Titolo                             |
| Australia                                       | Anthony Albanese          | Primo ministro                        | Primo ministro                     |
| Brasile                                         | Luiz Inácio Lula da Silva | Presidente                            | Presidente                         |
| Corea del sud                                   | Lee Jae-myung             | Presidente                            | Presidente                         |
| India                                           | Narendra Modi             | Primo ministro                        | Primo ministro                     |
| Messico                                         | Claudia Sheinbaum         | Presidente                            | Presidente                         |
| Sudafrica                                       | Cyril Ramaphosa           | Presidente                            | Presidente                         |
| Ucraina                                         | Volodymyr Zelenskyy       | Presidente                            | Presidente                         |
| Organizzazione                                  | Rapresentata da           | Titolo                                | Titolo                             |
| Banca Mondiale                                  | Ajay Banga                | Presidente                            | Presidente                         |
| NATO                                            | Mark Rutte                | Segretario generale                   | Segretario generale                |
| ONU                                             | António Guterres          | Segretario generale                   | Segretario generale                |

## Leader partecipanti al vertice

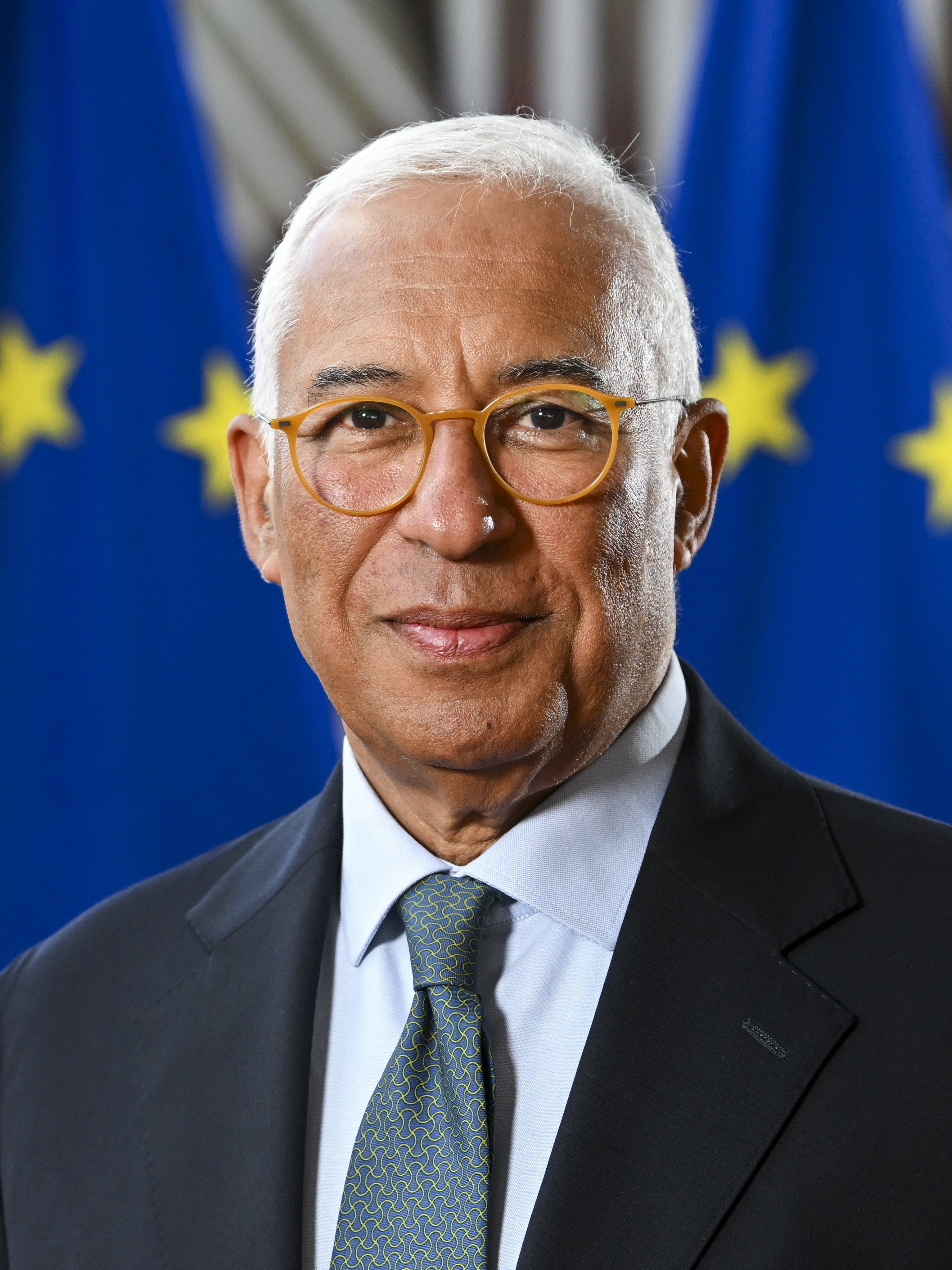
Unione europea Antonio Costa, Presidente del Consiglio europeo
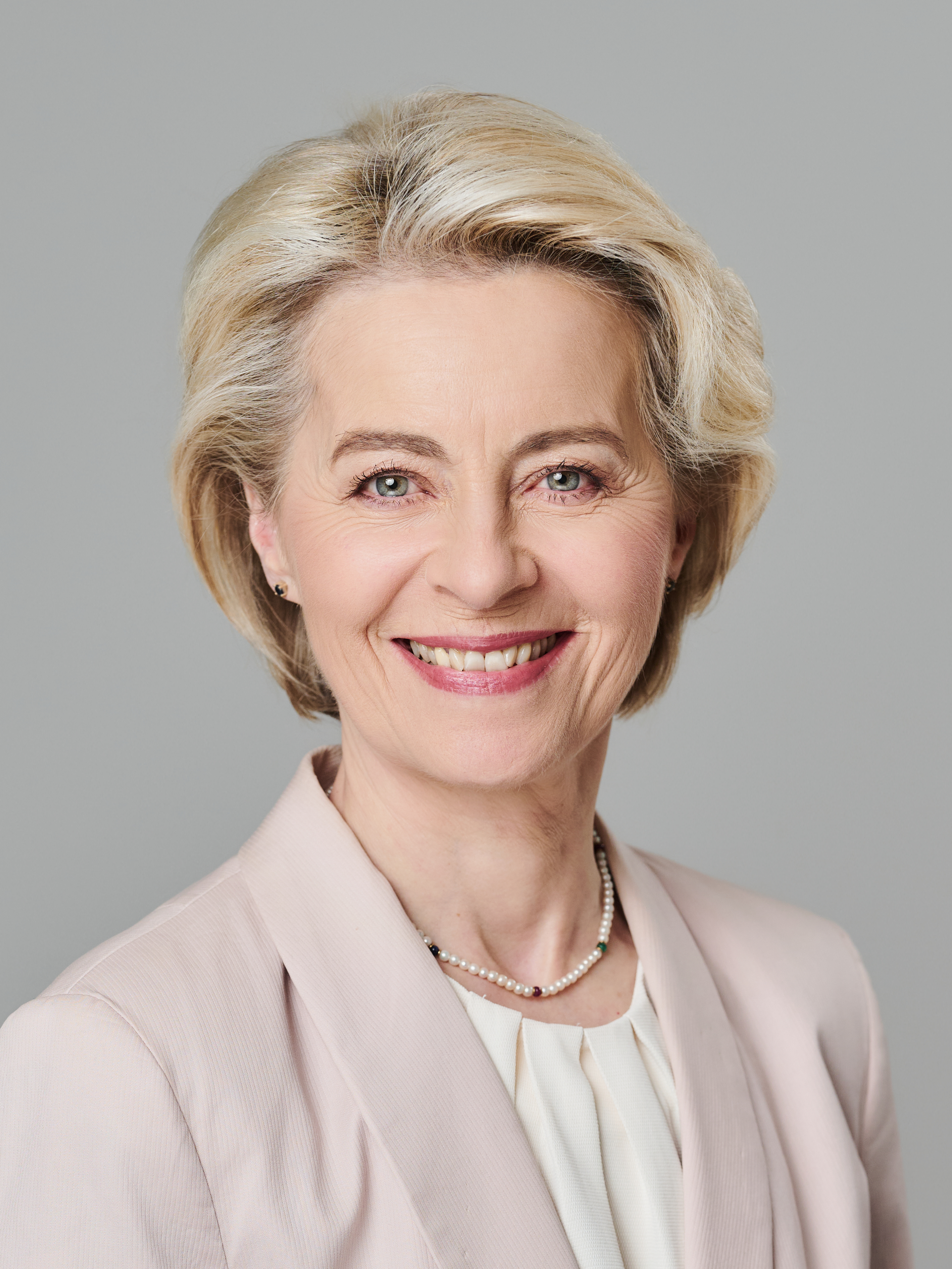
Unione europea Ursula von der Leyen, Presidente della Commissione europea

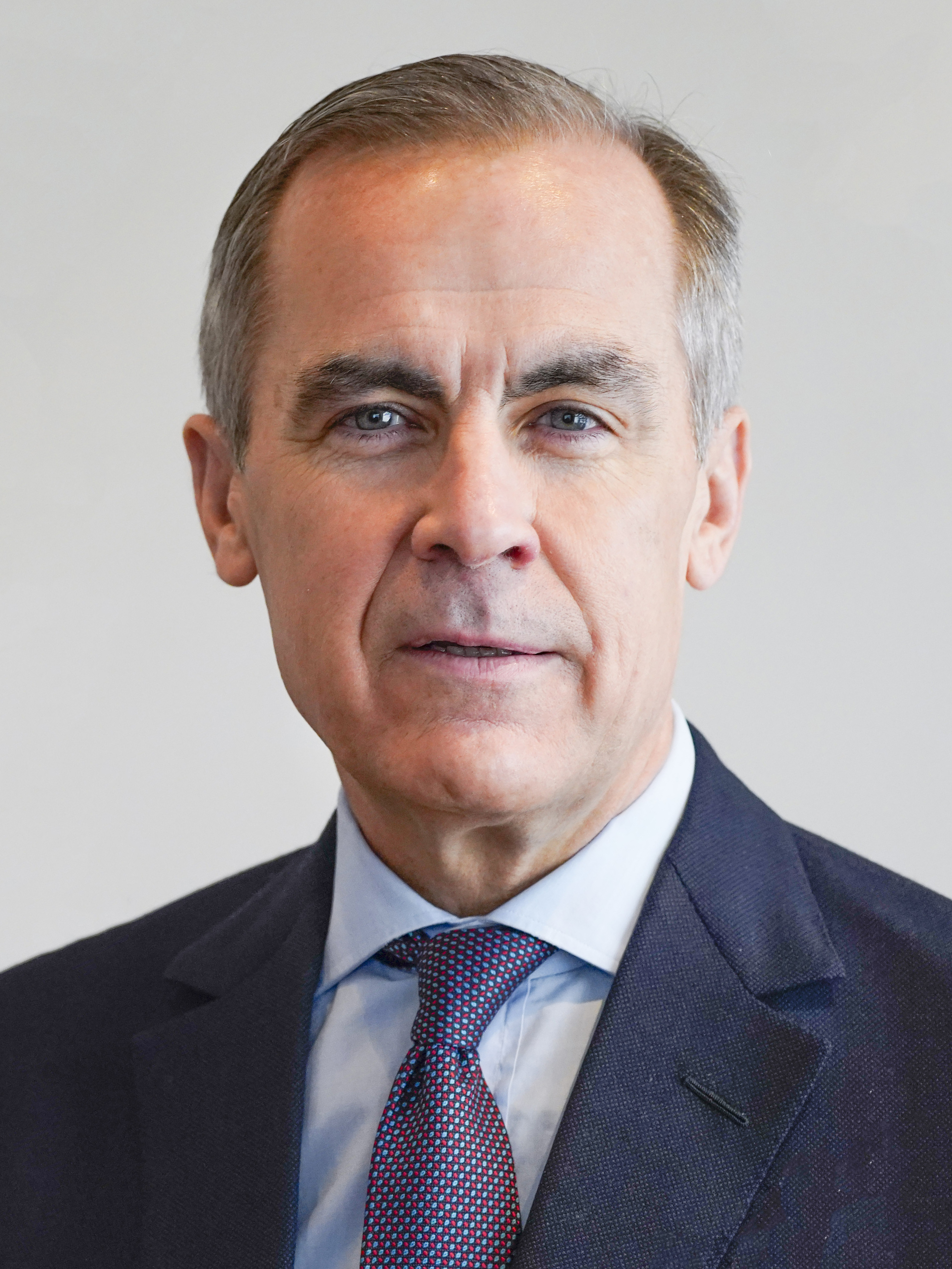
Canada Mark Carney , Primo Ministro (ospite)
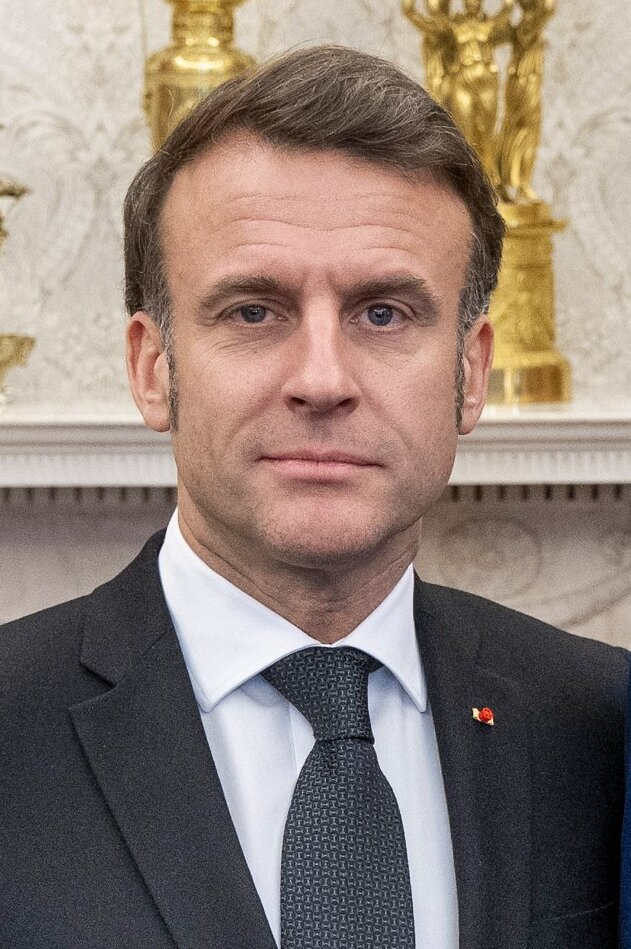
Francia Emmanuel Macron, Presidente
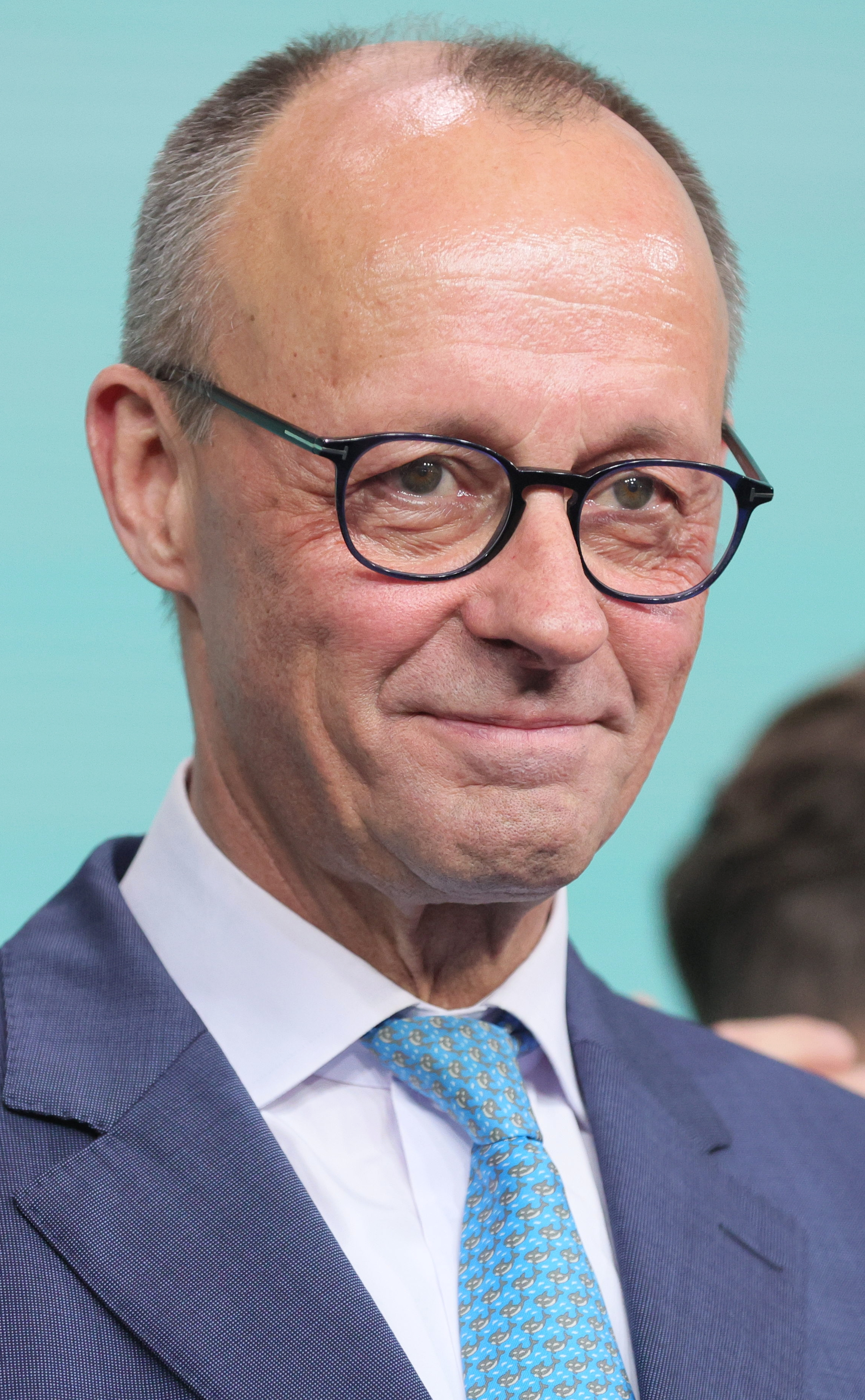
Germania Friedrich Merz, Cancelliere
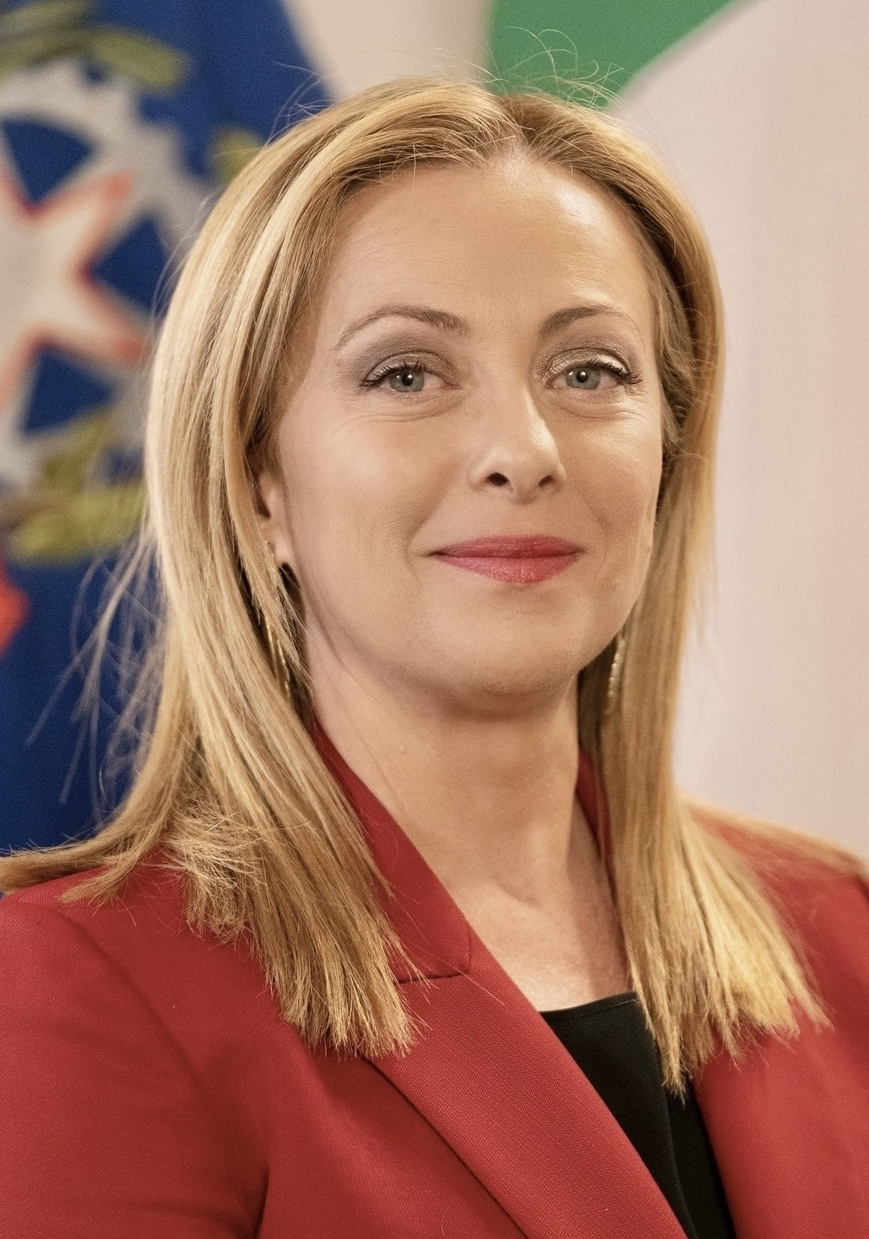
Italia Giorgia Meloni, Primo ministro
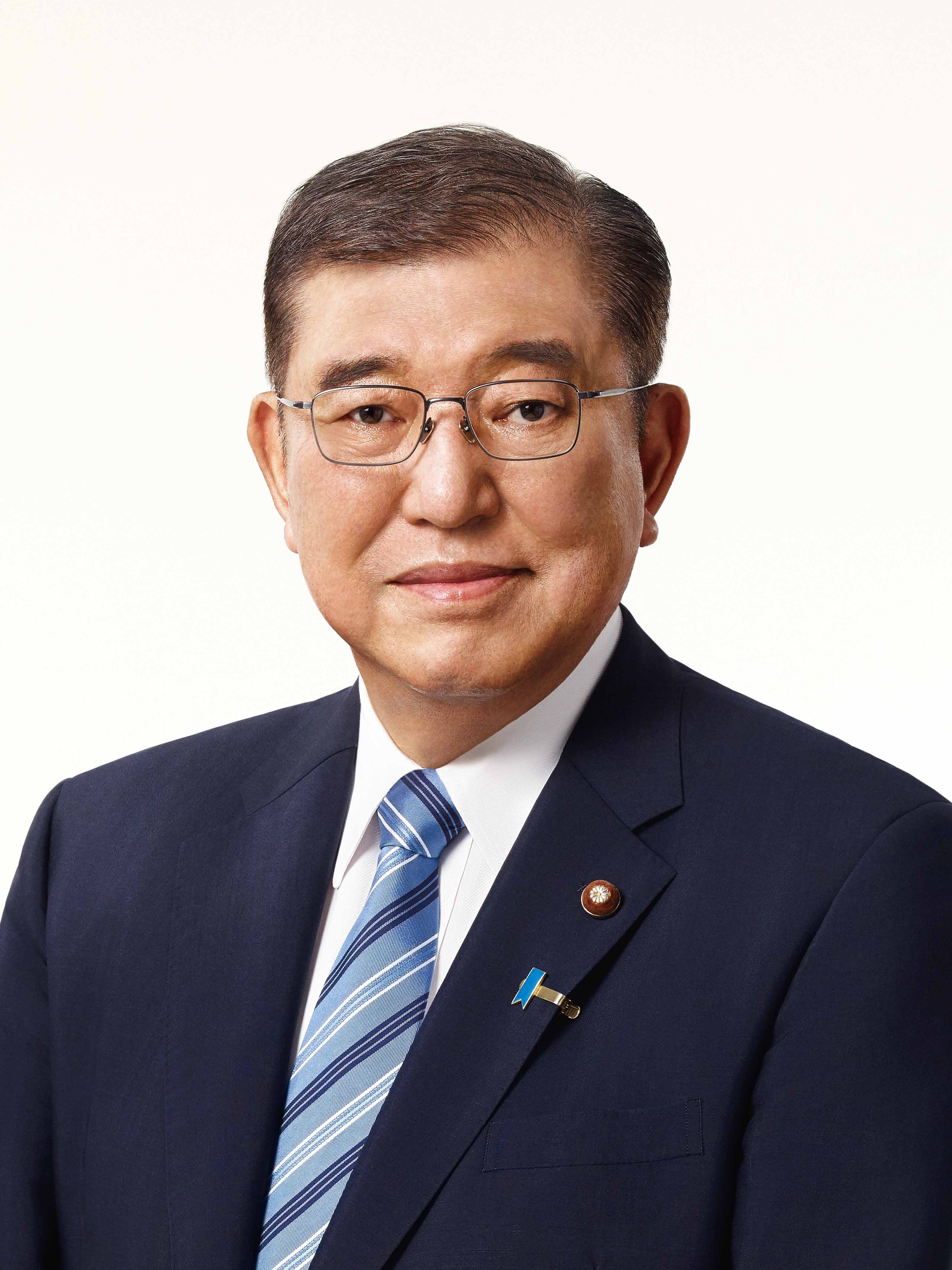
Giappone Shigeru Ishiba, Primo ministro
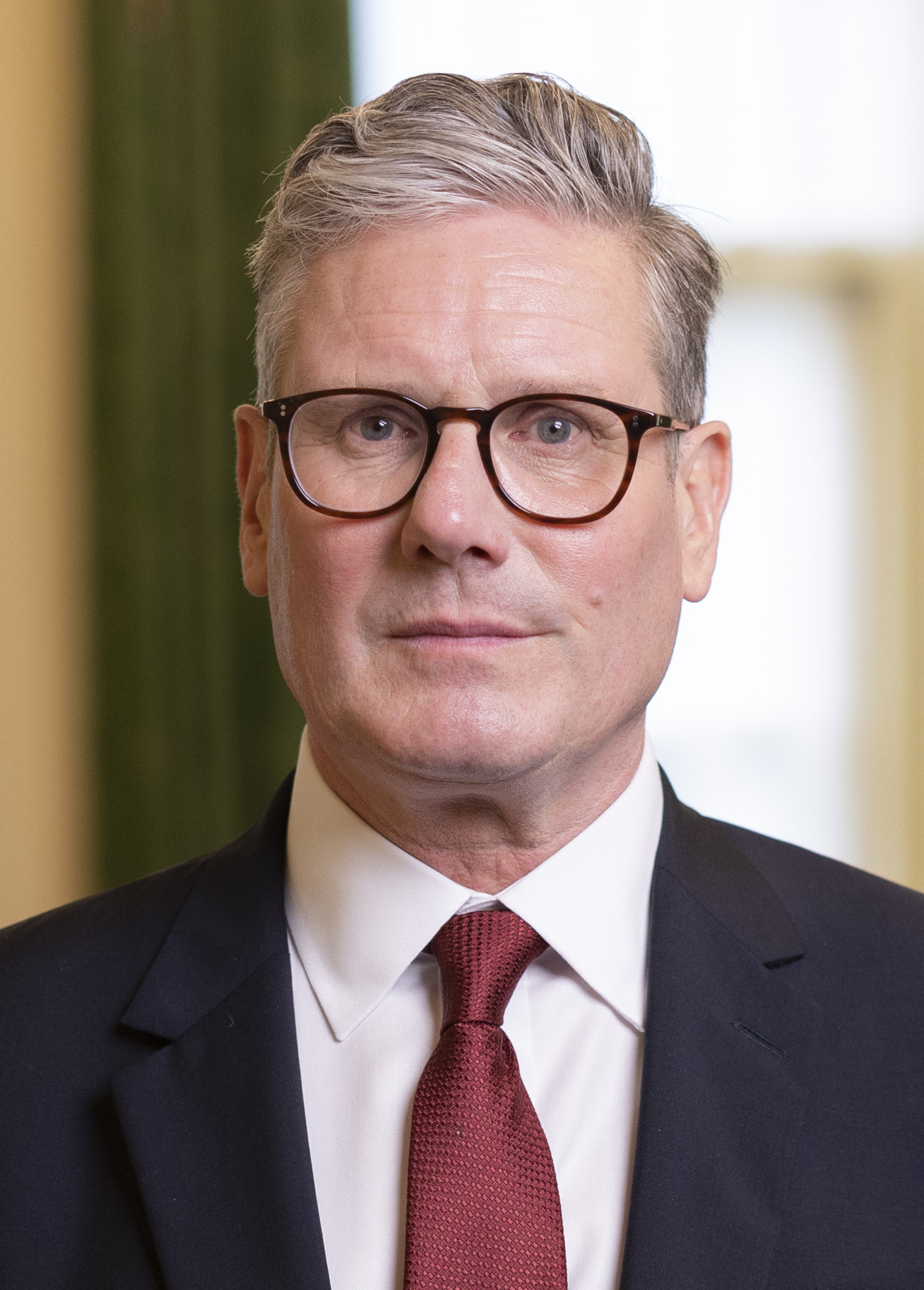
Regno Unito Keir Starmer, Primo ministro
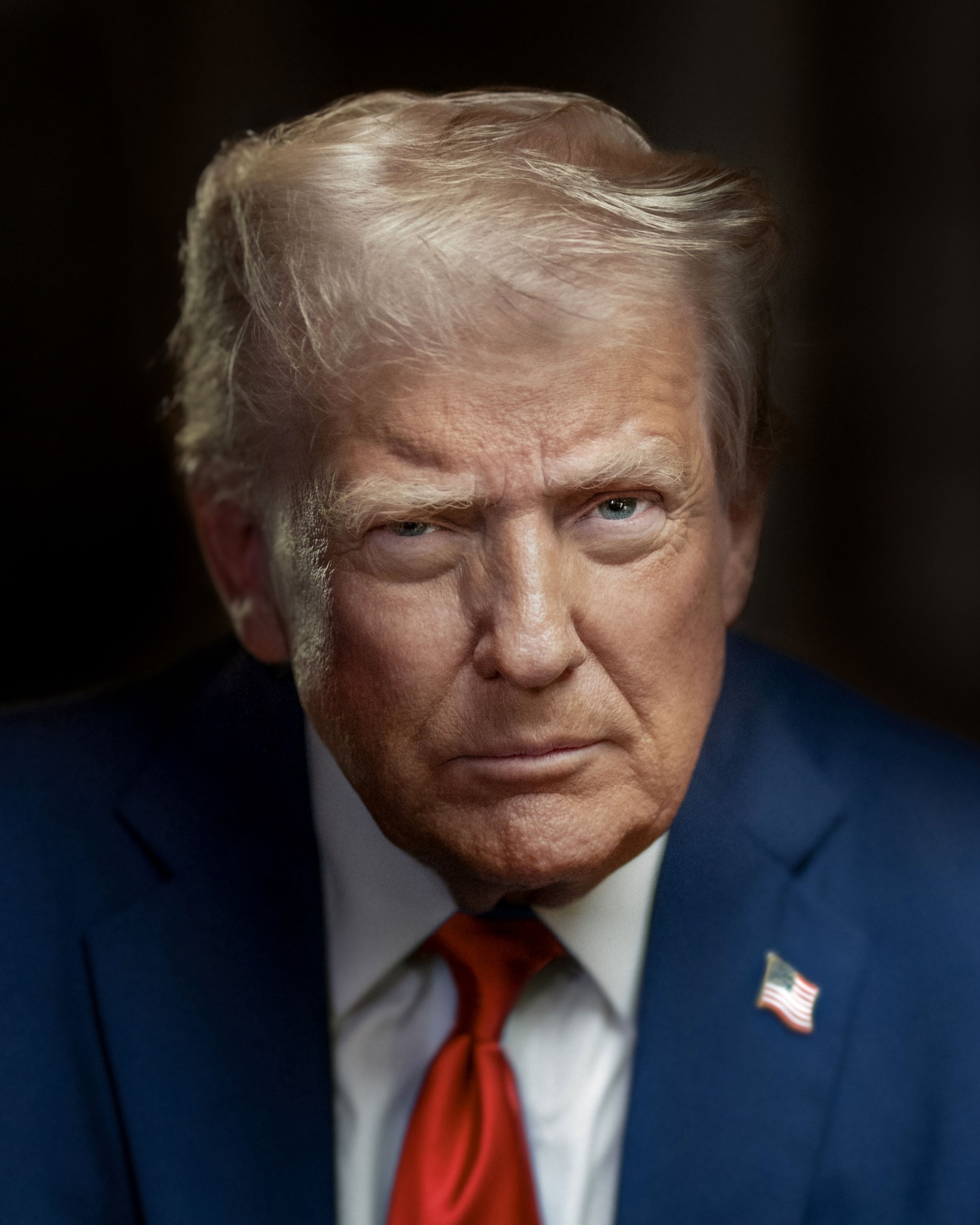
Stati Uniti Donald Trump, Presidente

- Unione europea
Antonio Costa,
Presidente del Consiglio europeo
- Unione europea
Ursula von der Leyen,
Presidente della Commissione europea

## Ospiti

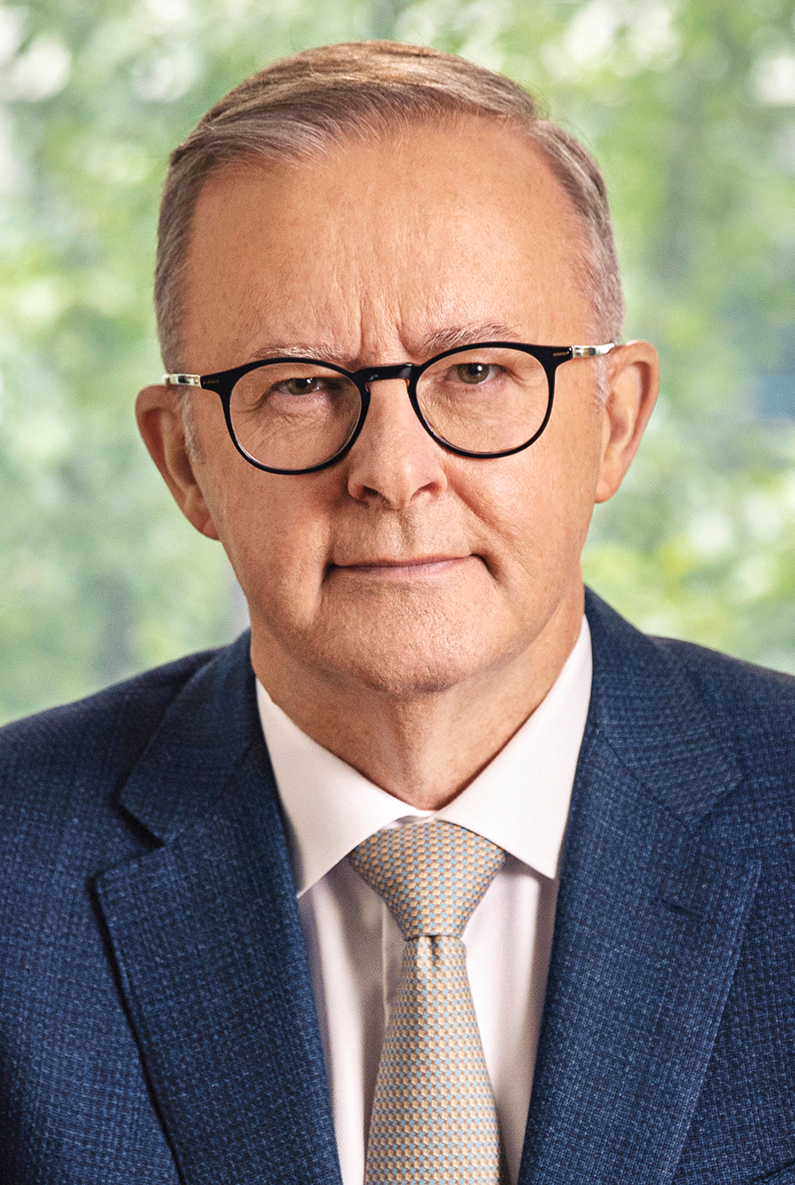
AUS Anthony Albanese, Primo Ministro
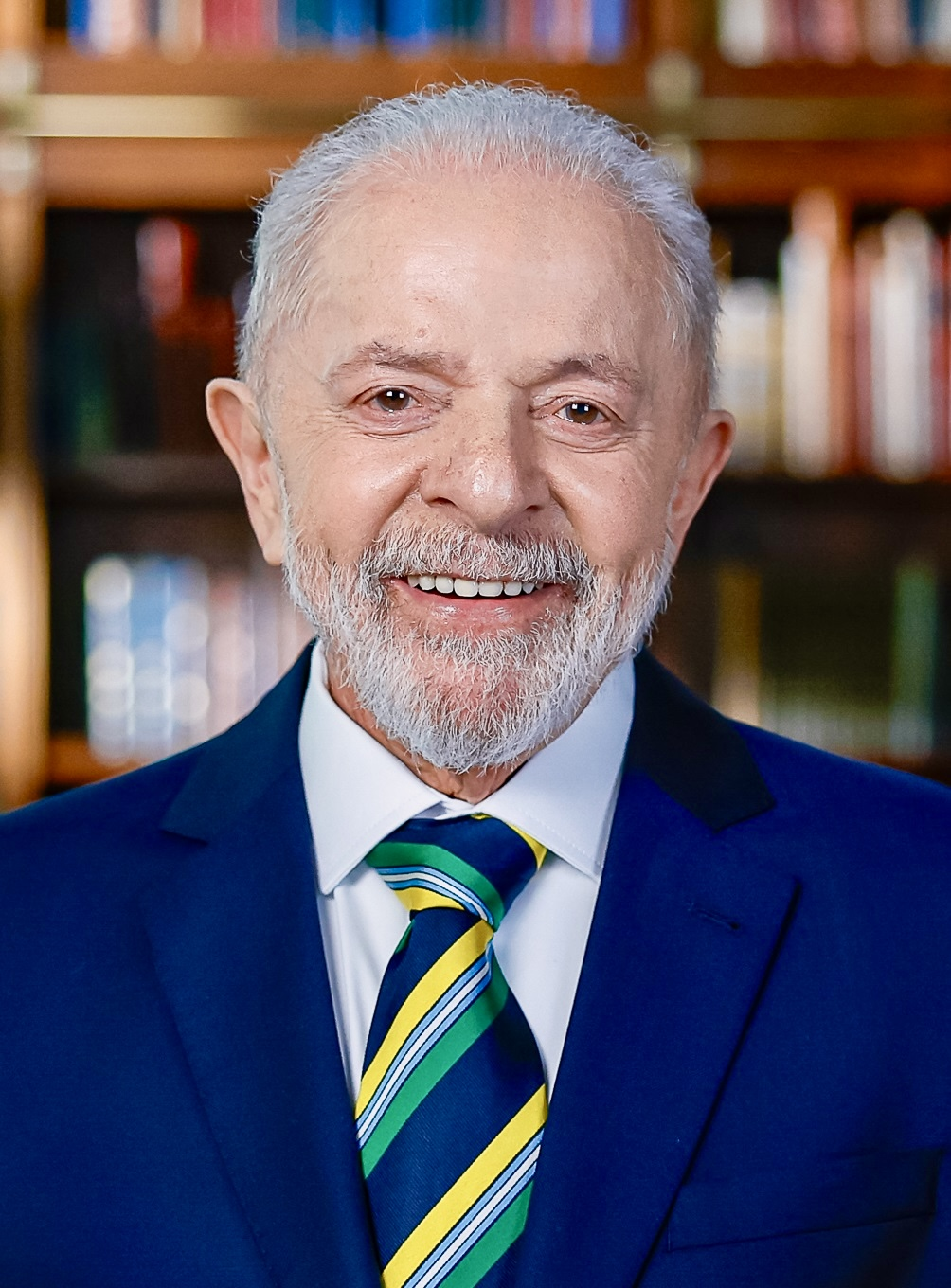
BRA Luiz Inácio Lula da Silva, Presidente
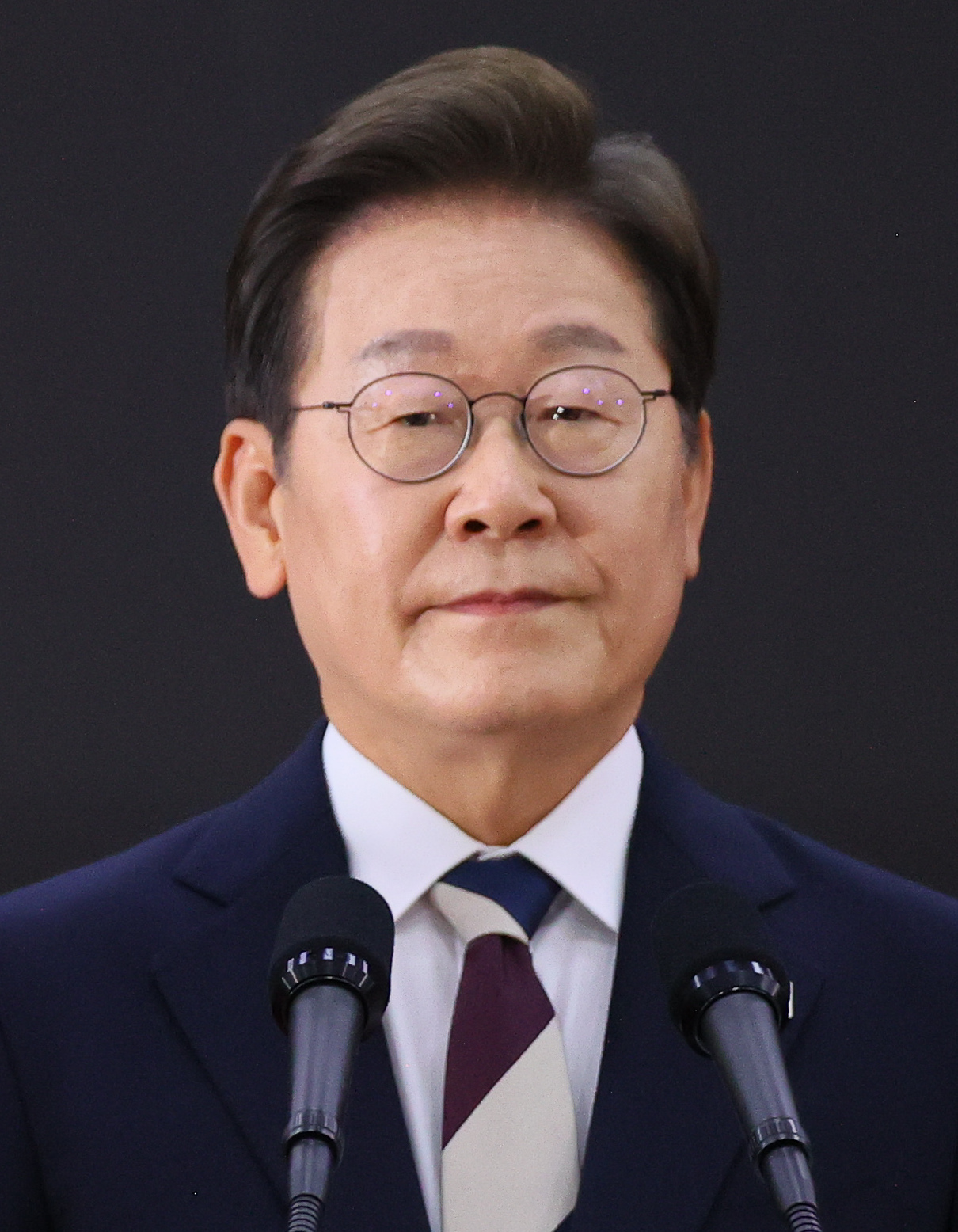
KOR Lee Jae-myung, Presidente
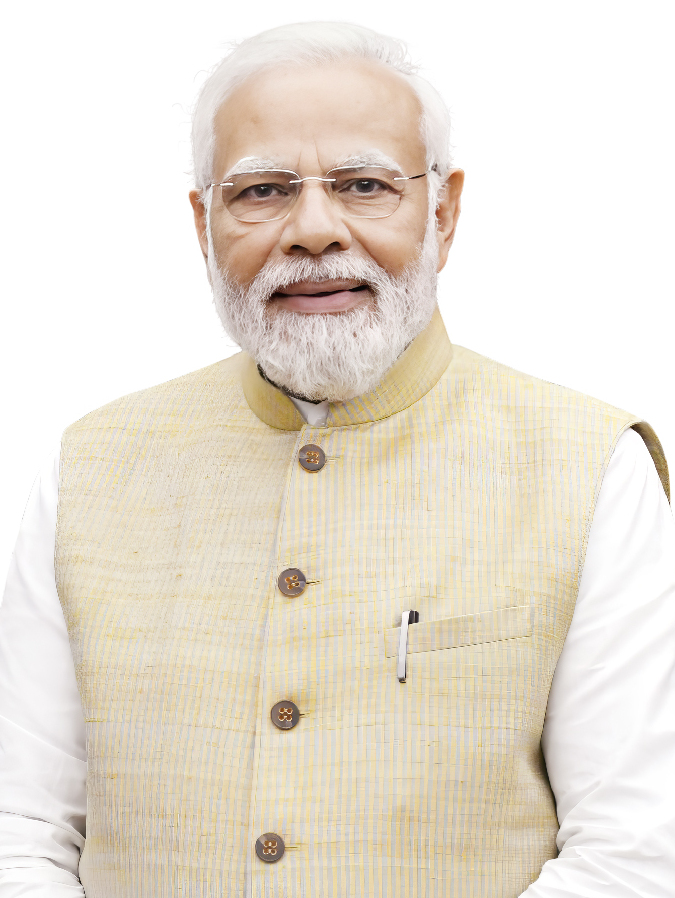
IND Narendra Modi, Primo ministro
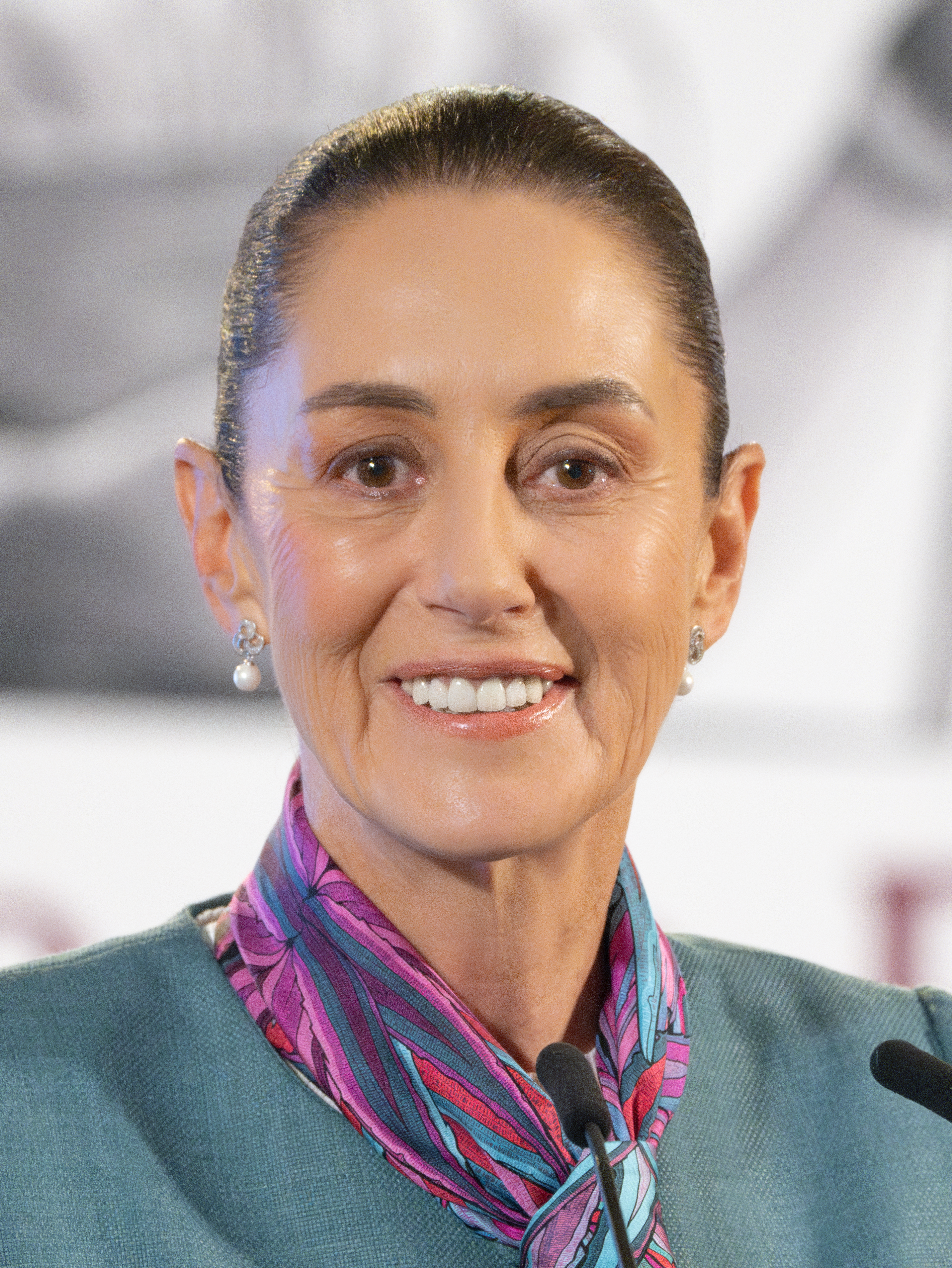
MEX Claudia Sheinbaum, Presidente
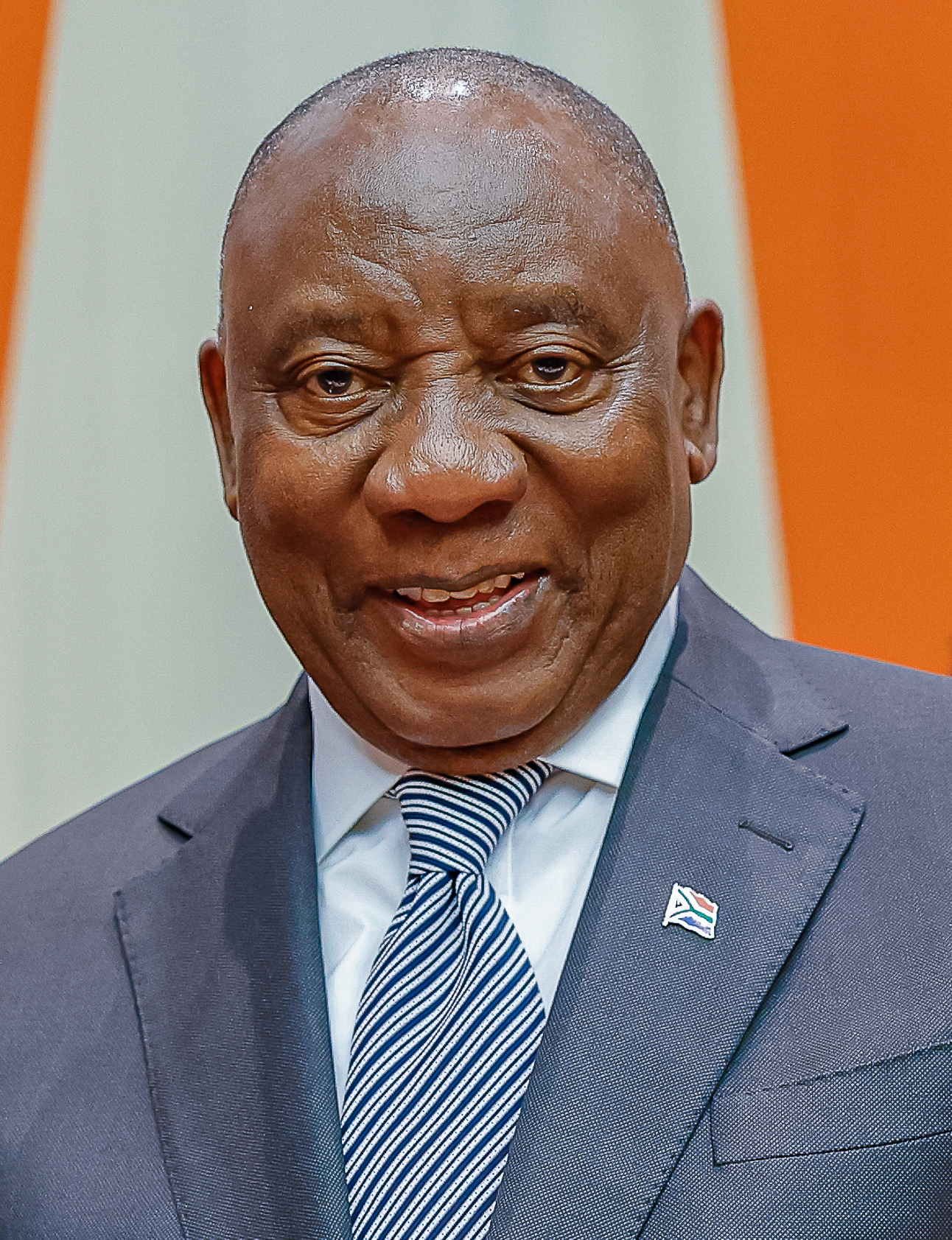
ZAF Cyril Ramaphosa, Presidente
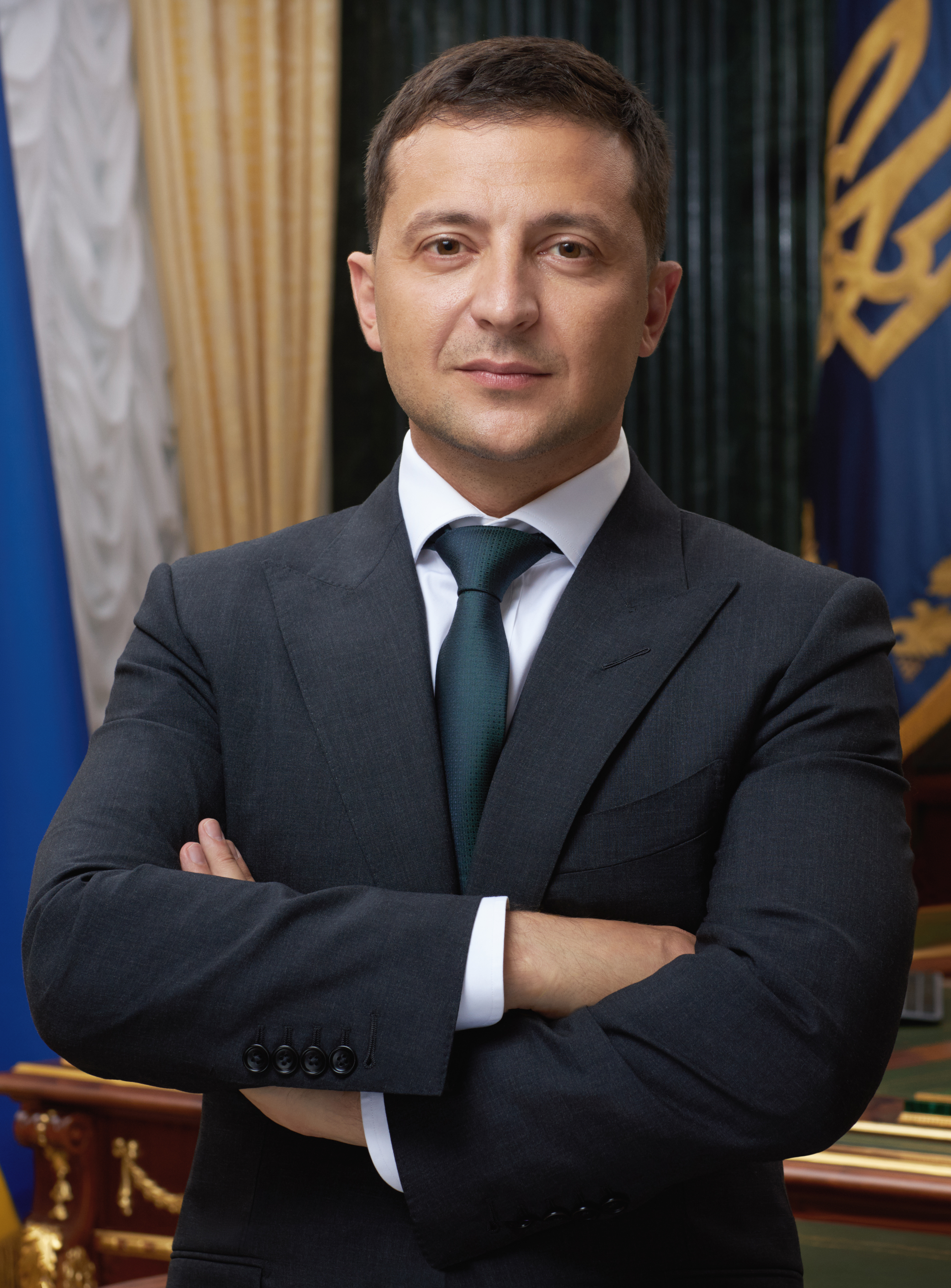
UKR Volodymyr Zelenskyj, Presidente

- Australia
Anthony Albanese, Primo Ministro
- Brasile
Luiz Inácio Lula da Silva, Presidente
- Corea del Sud
Lee Jae-myung, Presidente
- India
Narendra Modi,
Primo ministro
- Messico
Claudia Sheinbaum, Presidente
- Sudafrica
Cyril Ramaphosa, Presidente
- Ucraina
Volodymyr Zelenskyj, Presidente

## Organizzazioni internazionali

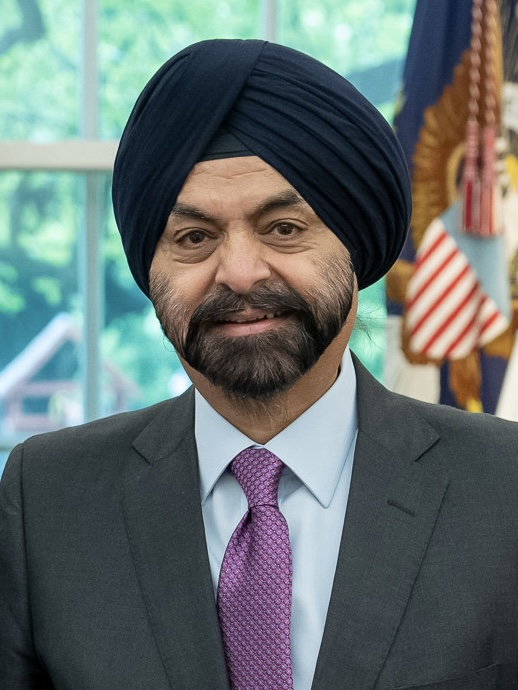
Banca Mondiale Ajay Banga, Presidente
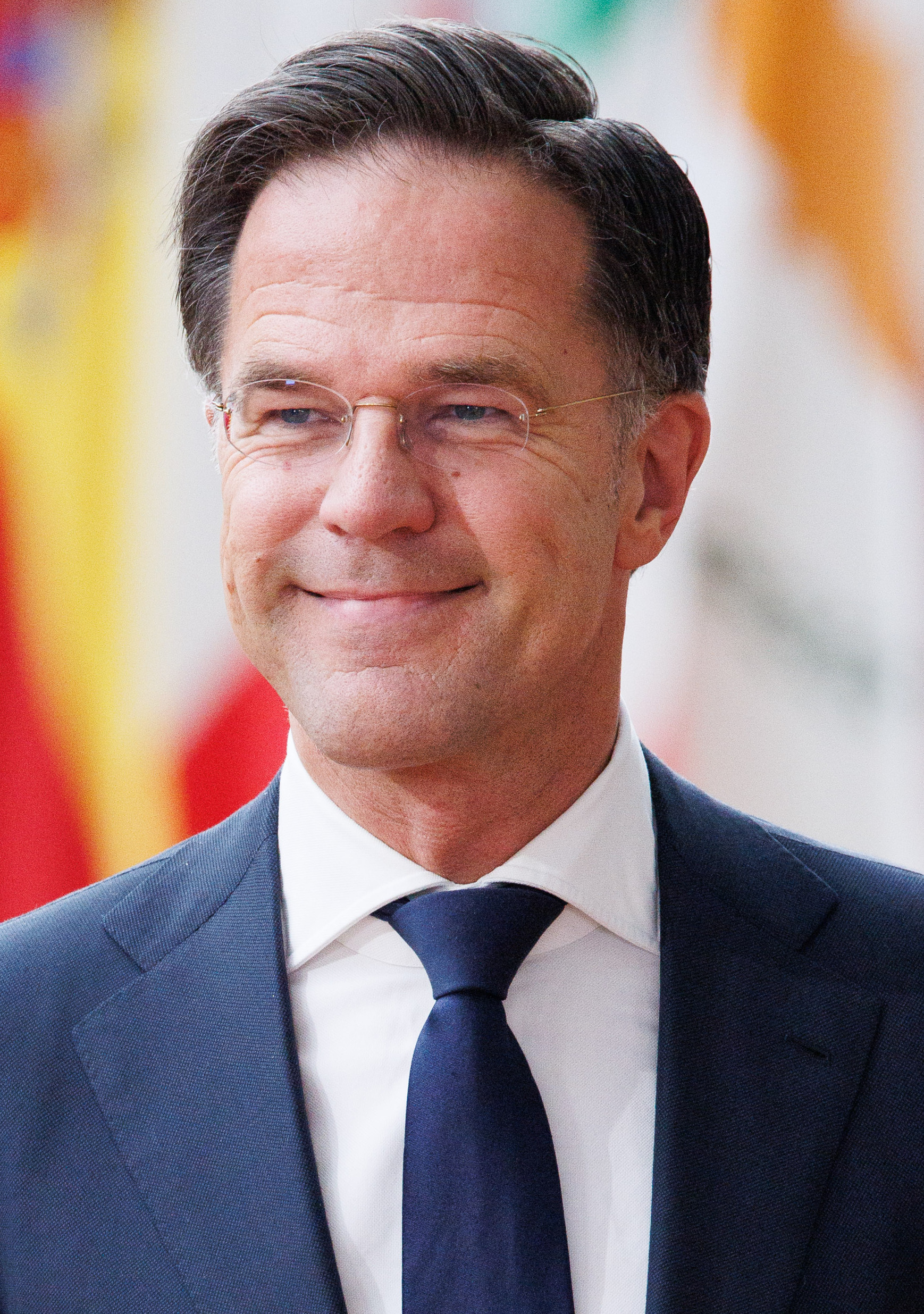
NATO Mark Rutte, Segretario Generale
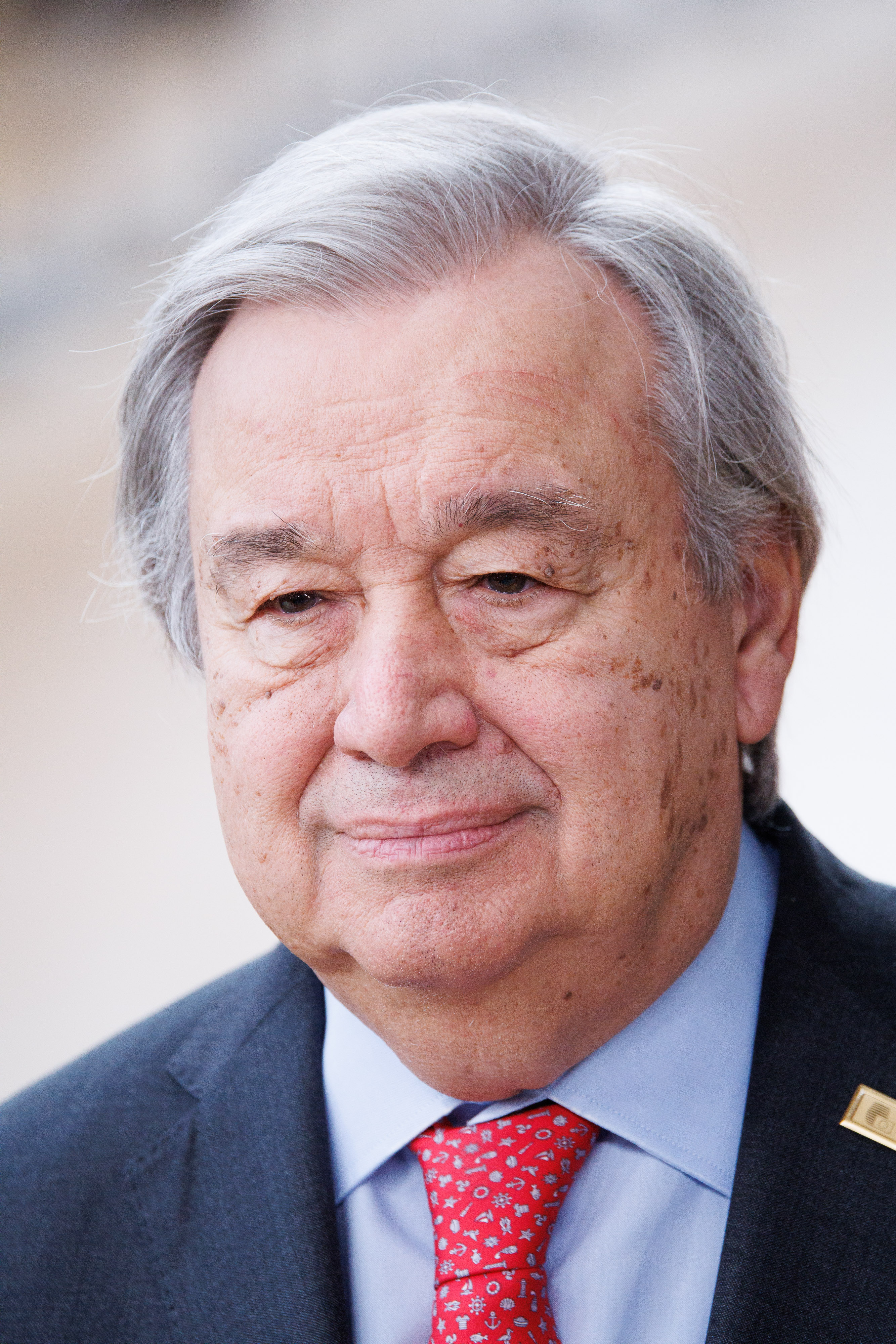
Nazioni Unite Antonio Guterres, Segretario generale

## Calendario degli eventi
L'ufficio del Primo Ministro canadese ha annunciato i seguenti eventi:
| Data         | Evento                                                         | Luogo               |
| ------------ | -------------------------------------------------------------- | ------------------- |
| 12–14 marzo  | Riunione dei ministri degli affari esteri                      | Charlevoix, Québec  |
| 1–2 aprile   | Idee (T7)                                                      | Waterloo, Ontario   |
| 14–15 aprile | Società civile (C7)                                            | Ottawa, Ontario     |
| 22–23 aprile | Università (U7)                                                | Ottawa, Ontario     |
| 5–9 maggio   | Gioventù (Y7)                                                  | Ottawa, Ontario     |
| 7–8 maggio   | Scienza (S7)                                                   | Ottawa, Ontario     |
| 14–16 maggio | Affari (B7)                                                    | Ottawa, Ontario     |
| 20–23 maggio | Riunione dei ministri delle finanze e dei governatori centrali | Banff, Alberta      |
| 22–23 maggio | Pride (P7)                                                     | Ottawa, Ontario     |
| 29 maggio    | Urbano (U7)                                                    | Ottawa, Ontario     |
| 15-17 giugno | Vertice dei leader                                             | Kananaskis, Alberta |